# سوپرایز موریلی
سوپرایز موریلی (انگلیسی: Surprise Moriri؛ زادهٔ ۲۰ مارس ۱۹۸۰) یک بازیکن فوتبال اهل آفریقای جنوبی است.
وی همچنین در تیم ملی فوتبال آفریقای جنوبی بازی کرده‌است.